# 1190
1190 (MCXC) fue un año común comenzado en lunes del calendario juliano.

## Acontecimientos

### Historia
- 6 de febrero: en Norwich (Inglaterra), todos los judíos de la ciudad son asesinados en sus casas, debido a que se les atribuyó (erróneamente) el asesinato del niño Guillermo de Norwich (1132-1144).
- 24 de noviembre. Conrado de Montferrato casa con Isabel de Jerusalén, y accede al trono del Reino de Jerusalén.

- Alianza de los reinos cristianos de la península ibérica para hacer frente al Imperio almohade, la firman Alfonso VIII de Castilla, Alfonso IX de León, Alfonso II de Aragón, Sancho VI de Navarra y Sancho I de Portugal.
- En San Juan de Acre se funda la Orden Teutónica para el cuidado de los enfermos. En 1198 se convierte en orden militar.
- En Albania, el arconte Progon establece el estado independiente y comienza una dinastía que se extenderá hasta 1216.
- En España se fijan los límites entre los concejos de Madrid y Segovia.

## Arte y literatura
- Año ante quem de la Historia Roderici, biografía latina sobre Rodrigo Díaz de Vivar, más conocido como el Cid.
- Se compone el Carmen Campidoctoris, himno latino del Cid Campeador.
- Yosef ben Meir ibn Sabarra escribe en hebreo el Séfer Ša'ašu'im o Libro de las delicias.

## Nacimientos
- Vincent de Beauvais, enciclopedista y naturólogo dominico.
- Tomás de Celano, fraile franciscano italiano (f. 1260).

## Fallecimientos
- 15 de marzo: Isabel de Henao, reina de Francia.
- 10 de junio: Federico I Barbarroja, emperador alemán.
- 10/12 de agosto: Godofredo III de Lovaina.
- Sibila de Jerusalén, reina de Jerusalén.